# Yórgos Kyriakópoulos
Yórgos Kyriakópoulos (grec moderne : Γιώργος Κυριακόπουλος), né le 5 février 1996 à Patras en Grèce, est un footballeur international grec qui joue au poste d'arrière gauche au Panathinaïkós.

## Biographie

### Débuts professionnels
Né à Patras en Grèce, Yórgos Kyriakópoulos est formé par l'Asteras Tripolis.

### US Sassuolo
Le 2 septembre 2019 Yórgos Kyriakópoulos est prêté à l'US Sassuolo avec option d'achat. Il vient pour pallier la blessure de Rogério, absent pour plusieurs mois. Il joue son premier match sous ses nouvelles couleurs le 3 novembre 2019, lors d'une rencontre de Serie A face à l'US Lecce (2-2). Le 8 novembre suivant, pour sa deuxième apparition, il délivre sa première passe, sur le but de Jérémie Boga face au Bologne FC. Sassuolo s'impose finalement par trois buts à un.
Kyriakópoulos est ensuite recruté définitivement par Sassuolo lors de l'été 2020.

### Bologne FC
Le 31 janvier 2023, lors du dernier jour du mercato hivernal, Yórgos Kyriakópoulos est prêté au Bologne FC jusqu'à la fin de la saison. Le club dispose d'une option d'achat sur le joueur.

### AC Monza
Le 28 juillet 2023, Yórgos Kyriakópoulos est prêté par Sassuolo à l'AC Monza pour une saison, avec obligation d'achat sous certaines conditions.
Kyriakópoulos marque son premier but pour le club le 26 septembre 2024, à l'occasion d'une rencontre de coupe d'Italie face au Brescia Calcio. Titulaire, il ouvre le score dès la cinquième minute de jeu puis délivre une passe décisive pour Matteo Pessina, contribuant à la victoire de son équipe par trois buts à un.

### En sélection nationale
Yórgos Kyriakópoulos est sélectionné avec l'équipe de Grèce des moins de 19 ans pour participer au championnat d'Europe des moins de 19 ans en 2015. Il joue les quatre matchs de son équipe dans leur intégralité, les jeunes grecs sont vaincus en demi-finale par la Russie (4-0).
Le 11 novembre 2016 il fête sa première sélection avec l'équipe de Grèce espoirs contre Chypre (2-2).
Yórgos Kyriakópoulos honore sa première sélection avec l'équipe nationale de Grèce le 7 octobre 2020, lors d'un match amical face à l'Autriche. Il est titularisé lors de ce match perdu par son équipe (2-1).